# Paul Wolf
Paul Wolf   (Madison, 5 d'octubre de 1915 - Pasadena, 14 d'agost de 1972) fou un nedador estatunidenc que va competir durant la dècada de 1930.
El 1936, va prendre part en els Jocs Olímpics d'Estiu de Berlín, on va guanyar medalla de plata en els 4x200 metres lliures del programa de natació. Formà equip amb John Macionis, Ralph Flanagan i Jack Medica.
Va formar part de l'equip que millorà el rècord del món dels 4x100 metres lliures el 1938.